# Межрегиональный ТранзитТелеком
АО «МТТ» (Межрегиональный ТранзитТелеком) — телекоммуникационная компания, провайдер  интеллектуальных решений для бизнеса в России, обслуживающих тысячи корпоративных и миллионы частных клиентов. МТТ входит в ТОП-10 крупнейших российских телекоммуникационных компаний, предоставляя интегрированные мобильные и платформенные решения в области автоматизации бизнес-процессов для ведущих финансовых и интернет-организаций России. Штаб-квартира компании расположена в Москве.
В 2021 году приобретена компанией МТС.

## История
МТТ основан в 1994 году. До марта 2009 года 50 % голосующих акций принадлежали АФК «Система». Генеральный директор — Олег Алдошин.
В 2009 году «Промсвязькапитал» в лице Synterra Cyprus Ltd. приобрел у АФК «Система» 50 % акций МТТ. Ещё 25 % было выкуплено у офшора Danmax. Остальные 25 % акций были проданы компании Eventis Telecom Holdings.
В октябре 2012 «Промсвязькапитал» продал свои 75 % акций «Межрегионального ТранзитТелекома» фонду Alternativa Capital Investments, принадлежащему Леониду Рейману и структурам ВТБ.
В феврале 2013 фонд Alternativa Capital Investments, принадлежащему Леониду Рейману и кипрской «дочкой» ВТБ Russian Commercial Bank (Cyprus) Ltd. довёл долю в МТТ до 100 %.
В апреле 2019 г. менеджеры ОАО «МТТ» совершили buy-out активов управляющей ГК ООО «МТТ Групп» у Alternativa Capital. Основными собственниками группы стали генеральный директор ГК Евгений Васильев и топ-менеджеры.
Летом 2021 года компания была продана ПАО МТС.

## Деятельность
«Межрегиональный ТранзитТелеком» предоставляет услуги междугородной и международной телефонной связи на всей территории России с 1 марта 2006 года, став первым альтернативным «Ростелекому» оператором дальней связи. Компания соединяет друг с другом 300 сетей российских сотовых операторов, а также сети российских операторов с 50 зарубежными сетями связи. Для доступа к услугам «МТТ» выделены коды: «53» — для междугородной связи и «58» — для международной связи.
В 1995 году коллегия Минсвязи РФ поручила компании «Межрегиональный Транзит Телеком» (МТТ) создание общей транзитной сети для СПС-450 и СПС-900 (сетей подвижной радиосвязи в диапазонах 450 и 900 МГц). МТТ построила первый транзитный узел в Москве.
В 1996 году МТТ построил второй транзитный узел в Санкт-Петербурге, и открыл услуги международного роуминга для сетей подвижной сотовой связи
В 1999 году МТТ завершил строительство первого этапа своей транзитной сети. Сеть спроектирована ГСПИ, проектным институтом Гипросвязь. Впервые в России был создан комбинированный транзитный коммутатор CGW (Combined Gateway) на основе решения Ericsson для обработки трафика сетей GSM и NMT. Введен в строй транзитный узел в Самаре.
В 2005 году на основе собственной интеллектуальной сети связи МТТ запустил услуги Бесплатный вызов, «Телеголосование» и «Доступ к информационно-сервисным услугам за дополнительную плату».
В 2009 году МТТ получил лицензию на оказание услуг подвижной сотовой радиосвязи по модели MVNO.
В 2010 году МТТ начал предоставление услуг MVNO — мобильного виртуального оператора, под брендом «МТТ.Мобайл» на основе инфраструктуры оператора «Скай Линк» с использованием собственного биллинга и каналов МГ/МН-связи.
В 2011 году МТТ выиграл тендеры Министерства обороны РФ и начал строительство мультисервисных сетей связи, а затем и предоставление услуг связи в военных городках по всей территории РФ. В рамках проекта предоставляется набор услуг Triple Play: телефонная связь, цифровое телевидение и доступ в Интернет предоставляются семьям военных, а также оказываются услуги связи сопредельным населенным пунктам.
В июне 2011 года МТТ получил от Международного союза электросвязи (МСЭ) миллиард номеров в международном коде 883140. Тогда же был запущен в эксплуатацию сервис IP-телефонии под названием YouMagic.
В 2012 году на мощности МТТ был переключен сервис IP-телефонии, встроенный в мессенджер Mail.Ru Агент.
В 2013 году была создана управляющая компания «МТТ Групп». Ключевыми активами «МТТ Групп» стали ОАО «Межрегиональный ТранзитТелеком», «Аудиотеле», «Старт Телеком», MTT Oy. В конце 2013 года в состав группы вошла компания «Синтерра Медиа», провайдер решений для вещателей и телекомпаний.
В 2014 году МТТ запустил первый в России Full-MVNO проект — виртуального мобильного оператора Aiva Mobile в партнерстве с ОАО «Мобильные ТелеСистемы» (МТС). Особенностью Aiva Mobile является использование одновременно двух активных номеров — иностранного и российского на одной SIM-карте, на любой из которых, вне зависимости от местонахождения абонента, можно принимать звонки.
В 2016 году ОАО «МТТ» стало «Компанией года 2016», получив Национальную премию в области бизнеса «Лучшие в России/Best.ru» в номинации «IT/Телеком». Компания продолжила развивать MVNO-проект, запустила проект Aiva Mobile в Узбекистане, а позже, в 2017 г., в Армении вместе с оператором YouCom. Компания запустила свой сервис FMC, позволяющий объединять мобильную и офисную телефонию в едином продукте.
В 2017 году ОАО «МТТ» вывело на рынок платформу MVNE (Mobile Virtual Network Enabler), предназначенную для компаний, у которых есть желание запустить собственного мобильного оператора, но не обладающих необходимой инфраструктурой и компетенциями. Было реализовано 7 подобных проектов, включая MVNO для оператора «Алмател». Параллельно, компания продолжила развивать свой основной B2B-продукт — «МТТ Бизнес». Компания также завершила консолидацию ШПД-активов, продав активы «Старт Телеком» в Липецке, Иваново и Дзержинске.
В 2018 году ОАО «МТТ» заняло 2 место по выручке на рынке Unified Communications (унифицированные коммуникации). В этом же году МТТ развернул сеть розничных продаж своих мобильных решений в официальной рознице МТС.
В 2019 году МТТ вывел на рынок новую услугу — голосовой чат-бот, с функцией распознавания и синтеза речи, предоставляя услуги чат-бота крупным ритейлерам и операторам связи. По данным агентства «ТМТ Консалтинг», в 2018—2019 гг. компания стала лидером рынка платформенных решений Telecom API по выручке, среди клиентов этого сегмента: компания «ЦИАН» Сбербанк, Avito.ru, агрегатор такси «Везет» и другие.

## Показатели деятельности
Выручка компании за 2012 год — 11,759 млрд руб., чистый убыток — 644 млн руб, выручка за 2011 год — 10,813 млрд руб., чистый убыток — 636 млн руб, выручка за 2010 год — 11,322 млрд руб., чистый убыток — 715 млн руб.
С 2013 по 2016 год компания проводила стратегию по реструктуризации выручки, смещая акцент с доходов от транзита трафика в сторону B2B-услуг. Более 60 % доходов МТТ по итогам 2016 года обеспечило B2B-направление. В 2016 году подразделение «Бизнес» в МТТ показало 51%-й рост выручки.
В 2017 году выручка от новых услуг МТТ составила 1,1 млрд руб., с темпом роста 114 %, при общей выручке компании 9,9 млрд руб. В 2017 году чистый долг МТТ снизился на 208 млн руб. относительно уровня 2016 года.
В 2018 году выручка МТТ от услуг сегмента UC и Telecom API составила 1,25 млрд руб., с темпом роста 122 %.

## Услуги
Основная B2B-услуга компании: мультиплатформенный сервис офисной телефонии «МТТ Бизнес», являющийся развитой формой услуги виртуальной АТС. В него выходят:
- многоканальные номера крупнейших городов РФ;
- федеральные номера 8 (800) и 8 (804);
- голосовое меню IVR, почта и факс;
- переадресация и детализация вызовов;
- запись и статистика разговоров;
- web-виджеты на сайт компании;
- голосовой чат-бот.

После интеграции сервиса pozvonim.com в услуги компании, для абонентов также появился доступ к использованию различных виджетов для сайтов::
- callback;
- рекомендательная платформа;
- онлайн-чат.

Виртуальная АТС «МТТ Бизнес» позволяет:
- пользоваться полноценной АТС без покупки оборудования;
- совершать МГ/МН звонки;
- объединять отделы и филиалы в бесплатную корпоративную сеть;
- звонить и принимать рабочие звонки с личных устройств связи;

## Благотворительность
В области корпоративной социальной ответственности МТТ c 2017 года патронирует Ногинскую специальную (коррекционную) школу-интернат для обучающихся с ограниченными возможностями здоровья, помогая воспитанникам в профориентации и социализации, и проводя мероприятия, способствующие лучшей интеграции учеников в современную, технологическую действительность. Компания открыла и оснастила два современных компьютерных класса, где ученики, под руководством преподавателя учатся различным дисциплинам, связанным с дизайном и программированием. Кроме этого, в 2018 году МТТ провел капитальный ремонт спортивного зала в школе-интернате, адаптировав его с учетом потребностей учеников. Кроме этого, волонтеры компании регулярно проводят для воспитанников школы-интерната мастер-классы и организуют детские праздники.